# Rhinodictya buxtoni
Rhinodictya buxtoni är en insektsart som beskrevs av Frederick Arthur Godfrey Muir 1931. Rhinodictya buxtoni ingår i släktet Rhinodictya och familjen Tropiduchidae. Inga underarter finns listade i Catalogue of Life.